# Solenodon arredondoi
El almiquí gigante (Solenodon arredondoi) es una especie extinta de soricomorfo que vivió en el occidente de la isla de Cuba. Era un animal mayor que el actual almiquí cubano, y se piensa que esta especie fue erradicada por la destrucción de su hábitat y la introducción de perros por parte de los pueblos precolombinos.